# Aminata Savadogo
Aminata Savadogo, eller blot Aminata, er en lettisk sangerinde, der repræsenterede Letland ved Eurovision Song Contest 2015 med nummeret "Love Injected"

## Karriere
Aminata deltog i 2014 i Dziesma 2014, den lettiske forhåndsudvælgelse til Eurovision Song Contest 2014 med sangen "I Can Breathe", som opnåede en femteplads. I 2015 vandt hun forhåndsudvælgelsen i Letland, som var blevet relanceret under betegnelsen Supernova med "Love Injected". Hun repræsenterede dermed Letland med dette nummer ved Eurovision Song Contest 2015 i Wien.